# Monhysterina
Monhysterina zijn een onderorde van rondwormen (Nematoda) uit de orde van de Monhysterida.

## Taxonomie
De volgende taxa worden bij de onderorde ingedeeld:
- Superfamilie Monhysteroidea Filipjev, 1929
  - Familie Monhysteridae de Man, 1876
- Superfamilie Sphaerolaimoidea Filipjev, 1918
  - Familie Sphaerolaimidae Filipjev, 1918
  - Familie Xyalidae Chitwood, 1951